# Idiocera (Euptilostena) arabiensis
Idiocera (Euptilostena) arabiensis is een tweevleugelige uit de familie steltmuggen (Limoniidae). De soort komt voor in het Palearctisch gebied.